# 要稳定，不要乱
“要稳定，不要乱”是马来西亚國民陣線支持者喊出的一句口号，始于2012年10月，马华公会主办的一系列政治活动。这句口号除了是为抗衡民主行动党提出的口号——乌巴（马来语“改变”），也是在表明国家在国阵政府的治理下，社会繁荣，国泰民安，不需要做出改变。
部分网络和报刊评论认为，这句口号有恐吓和扣帽子的嫌疑，暗指反对党争取民主，制衡政府权力，是导致社会混乱的根源。国阵支持者指出，民联提出不切实际的经济政策，以及三党之间对《伊斯兰刑事法》的矛盾，有可能对国家稳定造成严重影响 。
在第13届马来西亚大选，马华公会推出竞选宣传的移动应用程序和网页，以及竞选吉祥物——熊猫“稳稳” 。